# Серга (Пермский край)
Серга́ — село в Пермском крае России. До 1959 года быдо центром Пермско-Сергинского района.
Входит в Кунгурский район в рамках административно-территориального устройства и в Кунгурский муниципальный округ в рамках организации местного самоуправления.

## География
Расположено в широкой долине, расположенной между небольшими возвышенностями, на реке Сылва (Камское водохранилище), в месте впадения реки Сергинка в Сылву, в 43 км к юго-востоку от Перми, в 42 км к северу от Кунгура.

## Население
| 2010 | 2021  |
| ---- | ----- |
| 1511 | ↘1274 |

## История
В 1558 году, грамотой царя Ивана Грозного, земли по рекам Каме, Сылве и Чусовой были отданы именитым купцам Строгановым, которым отошла почти вся территория Сылвенского края. Серга упоминается в письменных источниках с 1621 года. Дата берется по жалобе татар Баиски Акбашева и Турсумбайки Терегулова 1621 года царю Михаилу Федоровичу в которой говорится, что «на речке на Серге поставили деревню и пашню распахали Усольцы Русин и Фёдор Елисеевы с братьею, и им нигде не стало ни выезду, ни выходу; да у них же с 1617 году мёд не родится и пчёлы медвяные померли»
К 1647 году Серга стала не деревней, а сельцом. Она имела двор вотчиников — Строгановых, церковь Никольскую. В переписи 1711 года упоминается церковь Георгия Страстотерпца. Селом стало в первой половине 18 века.
В 1745 году от села Лобаново через село Кольцово, Насадку, Сергу до Кунгура был проложен тракт, соединявшийся с Сибирским. Постройка этого тракта обеспечила связь Серги с Кунгуром и Егошихинским заводом (будущая Пермь), что положительно сказалось на дальнейшем развитии Серги.
Во второй половине 18 века Серга — важный промежуточный пункт на Сибирском тракте, почтовая и ямская станция. С середины 19 века село являлось крупным торговым центром Пермского уезда.
В 1797 году в селе Серга 9 мая по старому стилю останавливался выдающийся российский просветитель А. Н. Радищев, возвращавшийся из сибирской ссылки. Старинный дом волостного правления, где останавливался писатель, сохранился и до сих пор. Об этом рассказывает и сам Радищев в своем дневнике: «От Зарубиной дорога идет высоким берегом и выходит к Сылве, где вид прекрасный, потом до Сергинской слободы чрез лес, близ Сылвы… Простояв долго в Сергах, поехали лугами до горы весьма крутой, потом чрез лесок до Закоптеловой и за ней до перевоза чрез Сылву. Ночью на берегу, переменив лошадей, ехали лесною и мокрою дорогою до сельца Кольцова, принадлежащего к. (князю) Шаховскому. Мужики разорены и деревни в опеке».
С 1861 до 20-х годов XX века Серга являлась центром Сергинской волости Пермского уезда. 

### После революции 1917 года
В 1929 году возник колхоз «Победа», который 3 апреля 1951 года был укрупнён (слились четыре сельхозартели) и получил имя Шверника (с октября 1957 года — «Колос»). 12 августа 1965 года на его базе появился совхоз «Колос» (затем, до 22 июня 2006 года — СПК «Колос»). В годы Великой Отечественной войны здесь находился госпиталь. В октябре 1956 года пущен в действие завод по производству масла и сухого молока.
с 10 января 1924 до 25 января 1935 года село было центром Сергинского района. С 25 января 1935 до 4 ноября 1959 года — Пермско-Сергинского района.
С 2004 до 2020 год Серга являлось административным центром Сергинского сельского поселения Кунгурского муниципального района.

## Инфраструктура

### Достопримечательности
- Церковь — Крестовоздвиженский храм Животворящего Креста Господня, св. великомученика Георгия Победоносца (Каменное здание построено в 1840 г. на средства помещиков князей С. М. Голицына и В. П. Бутеро-Родали)[6]
- Здание, в котором 9 мая 1797 года останавливался писатель-революционер А. Н. Радищев, возвращаясь из сибирской ссылки.
- Музей истории села Серга (открыт в 1980 г. на базе школьного музея).
- Карстовая пещера в Ландшафтном памятнике природы — «Пермско-Сергинская карстовая каменистая степь» в районе деревни Андроново.
- Ландшафтный памятник природы — Пермско-Сергинская карстовая каменистая степь с произрастающей на ней самой северной степной ковылью, (площадь — 2,7 га), охраняемая государством с 12 дек. 1991 г. (Около дер. Андроново)[7].
- Археологический памятник — поселение Серга I (5—6 века, харинская культура).
- Памятник-обелиск жертвам гражданской войны.
- Мемориал погибшим в годы Великой Отечественной войны 1941—1945 гг.
- Каскад прудов на реке Сергинка с разнообразными природными ландшафтами.

### Социальная сфера
- Центр досуга
- Детский сад
- Средняя школа
- Участковая больница с детским отделением.
- Аптека
- Зональная сельская библиотека
- Детская библиотека
- Опорный пункт милиции
- Стадион

### Экономика
- Основное сельхозпредприятие (ЗАО «Колос») закрылось в 2006 г.
- ООО «Сергинское ремонтно-техническое предприятие».
- Малые частные сельскохозяйственные и лесозаготовительные предприятия.
- Участок Кунгурского ДРСУ- закрыт.
- Предприятие коммунального хозяйства ООО «Сергинское».
- Пожарная часть.
- Участок Кунгурских электрических сетей.
- Автостанция.
- Участковая ветеринарная лечебница — закрыта.
- Лесничество Кунгурского сельского лесхоза.
- Сергинское сельпо.
- ООО «Березка» (торговля).
- ООО «Катрин» (торговля).
- Хлебозавод.
- АТС. Отделение связи. Телеграф. Отделение Сбербанка. АЗС. Магазины. Бары. Базы отдыха

## Транспорт
До Серги можно доехать на автомобиле по асфальтобетонной дороге из Кунгура. Так же можно проехать из Перми через с. Мостовая и с. Насадка. Летом, между этими населенными пунктами, через р. Сылва действует регулярное паромное сообщение. Зимой — во время ледостава.
Автобусное сообщение — города Кунгур и Пермь, село Насадка.

## Список улиц
Всего в селе 44 улицы:
- ул. 1 Мая
- Береговая ул.
- ул. Бухалова
- Восточная ул.
- ул. Горького
- Дальняя ул.
- Дачная ул.
- ул. Дружбы
- Заречная ул.
- Зелёный переулок
- Земляничная ул.
- ул. Калинина
- Клубная ул.
- Коммунистическая ул.
- Комсомольская ул.
- Крайняя ул.
- ул. Ленина
- Луговая ул.
- ул. Матросова
- ул. Мира
- Молодёжная ул.
- Набережная ул.
- Новая ул.
- Октябрьская ул.
- Пионерская ул.
- ул. Победы
- Подгорная ул.
- Подлесная ул.
- Полевая ул.
- Садовая ул.
- Сергинская ул.
- Советская ул.
- Совхозная ул.
- Солнечная ул.
- Сосновая ул.
- Спортивная ул.
- Спортивный переулок
- Трактовая ул.
- Транспортная ул.
- Уральская ул.
- Цветочная ул.
- Школьная ул.
- ул. Энергетиков
- Юбилейная ул.